# Герб Шампань-Арденн
Герб Шампань-Арденн — герб регіону на півночі Франції, що межує з Бельгією.

## Опис
У синьому полі срібний перев'яз, супроводжений обабіч двома золотими узорами з костилів та конткостилів.

## Історія
Герб відтворює історичний герб Шампані. Вважається, що тринадцять костилів символізують тринадцять правителів Шампані.
У 1982 році на прохання обласної ради відомчий архів Марни вніс пропозицію щодо герба, щоб відмітити регіон Арденн: у срібній главі вепр. Однак зміни так і не були зроблені.

Герб перших графів Шампані
Герб дому Блуа-Шампань
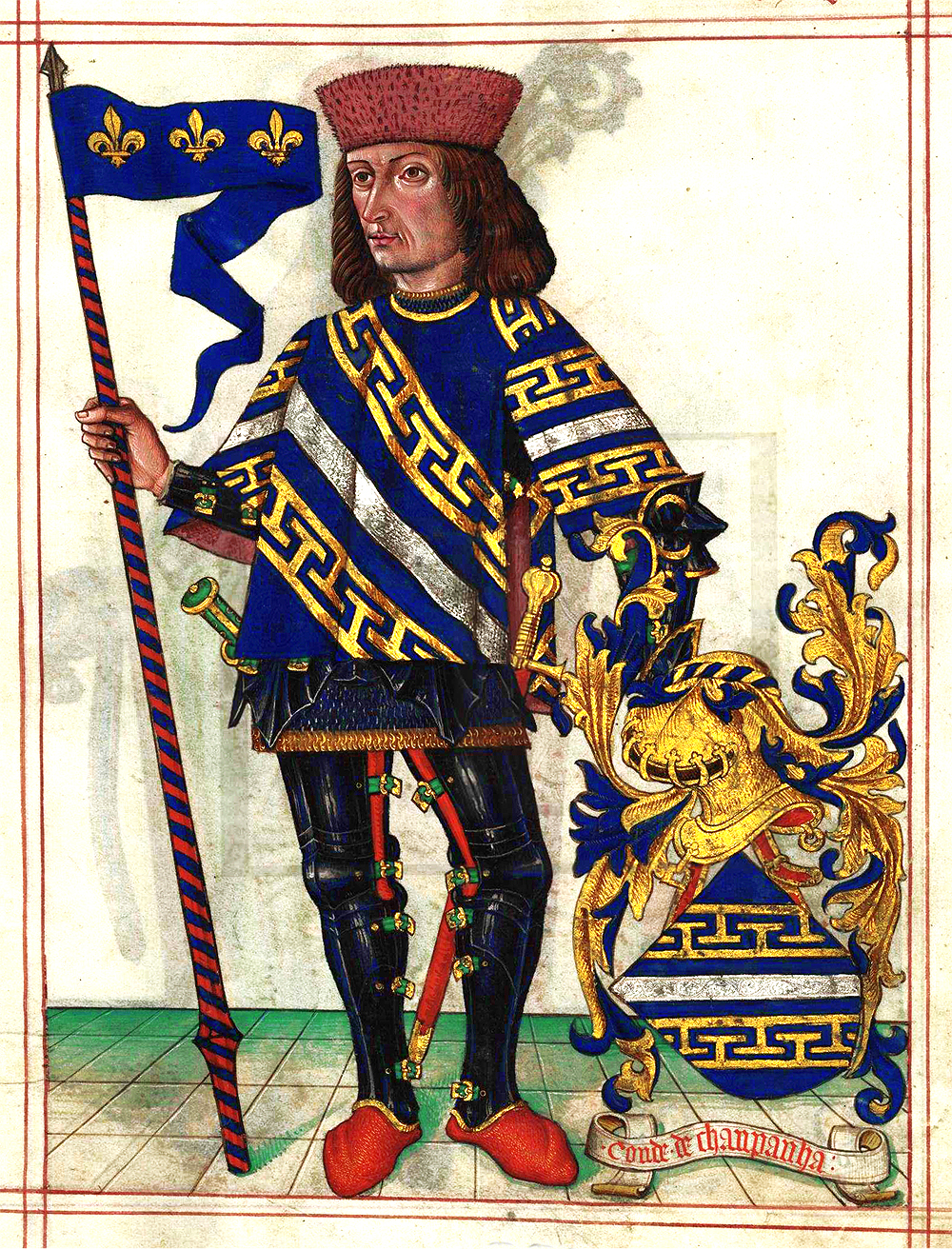
Граф Шампанський
Проєкт герба 1982 року